# Aklilu Habte-Wold
Tsehafi Tezaz Aklilu Habtewold (Ge'ez: ጸሐፊ ትእዛዝ አክሊሉ ሀብተ-ወልድ), né le 14 mars 1912, était un homme politique éthiopien, Premier ministre du 17 avril 1961 au 27 février 1974. Il est mort le 23 novembre 1974. Il est le frère de Mekonnen Habtewold et d'Akele Worq Habtewold.

## Biographie
Aklilu est né le 14 mars 1912 à Dembi (woreda d'Adea, district Est Shoa), il est le fils de l'Aleqa (titre) Habtewold Kabténeh et de woyzero Yadegdegu Felfelu. Il est envoyé à l'église Saint-Raguel à Addis-Abeba afin d'y apprendre l'amharique, plus tard, il suivra son enseignement primaire à l'école Menelik II. Il est ensuite envoyé à Alexandrie (Égypte), au lycée français où il suivra son enseignement secondaire de 1924 à 1931, année à laquelle il obtient son baccalauréat. Lorsqu'il était étudiant au lycée, une polémique éclata entre d'une part le prince héritier et l'Enderasé éthiopiens et d'autre part, les autorités égyptiennes, ils étaient en désaccord quant à l'accueil par l'Abune Yohannes, Patriarche de l'Église copte égyptienne, des élèves éthiopiens. Aklilu va alors participer à l'organisation de discussions et amener à la résolution du conflit. Après le lycée, il se rend à Paris pour étudier à la Sorbonne, mais également dans d'autres universités, de 1931 jusqu'en 1936.  Il est alors diplômé d'une licence en droit (Sorbonne), en commerce et en sciences politiques. Il est également titulaire d'un doctorat d'économie et droit public. C'est à Paris qu'il rencontrera une Française qui sera sa future épouse.
Pendant ses études, la seconde guerre italo-abyssinienne éclate et l'occupation italienne débute. Il va alors devenir le secrétaire général de la délégation éthiopienne à la SDN. Il sera plus tard attaché de presse à la légation éthiopienne de Paris. Il sera de 1936 à 1937 premier secrétaire puis de 1935 à 1939 il deviendra chargé d'affaires. Pendant cette période à Paris, il s'efforcera de sensibiliser à la situation de l'Abyssinie dont la population souffrait de la violence et était la cible des massacres perpétrés par l'occupant italien. Il tentera alors d'obtenir les soutiens de divers pays européens.
Après la libération en 1941, Aklilu va retourner en Éthiopie où il sera nommé la même année vice-Ministre de la Plume au moment où le ministre était Tsehafi Tezaz Wolde Giyorgis Wolde Yohannes. Il sera également nommé Ministre des Affaires étrangères de 1943 à 1961. En 1957, Aklilu devient le vice-premier ministre, l'année suivante il remplacera Wolde Giyorgis  pour devenir Tsehafi Tezaz. Il va conserver ce poste même lorsqu'il deviendra, le 17 avril 1961, Premier ministre de l'Empire après l'exécution du ras Abebe Aregai, son prédécesseur. En 1964, Aklilu va obtenir un portefeuille supplémentaire puisqu'il devient Ministre de l'Intérieur.